# Калина гордовина

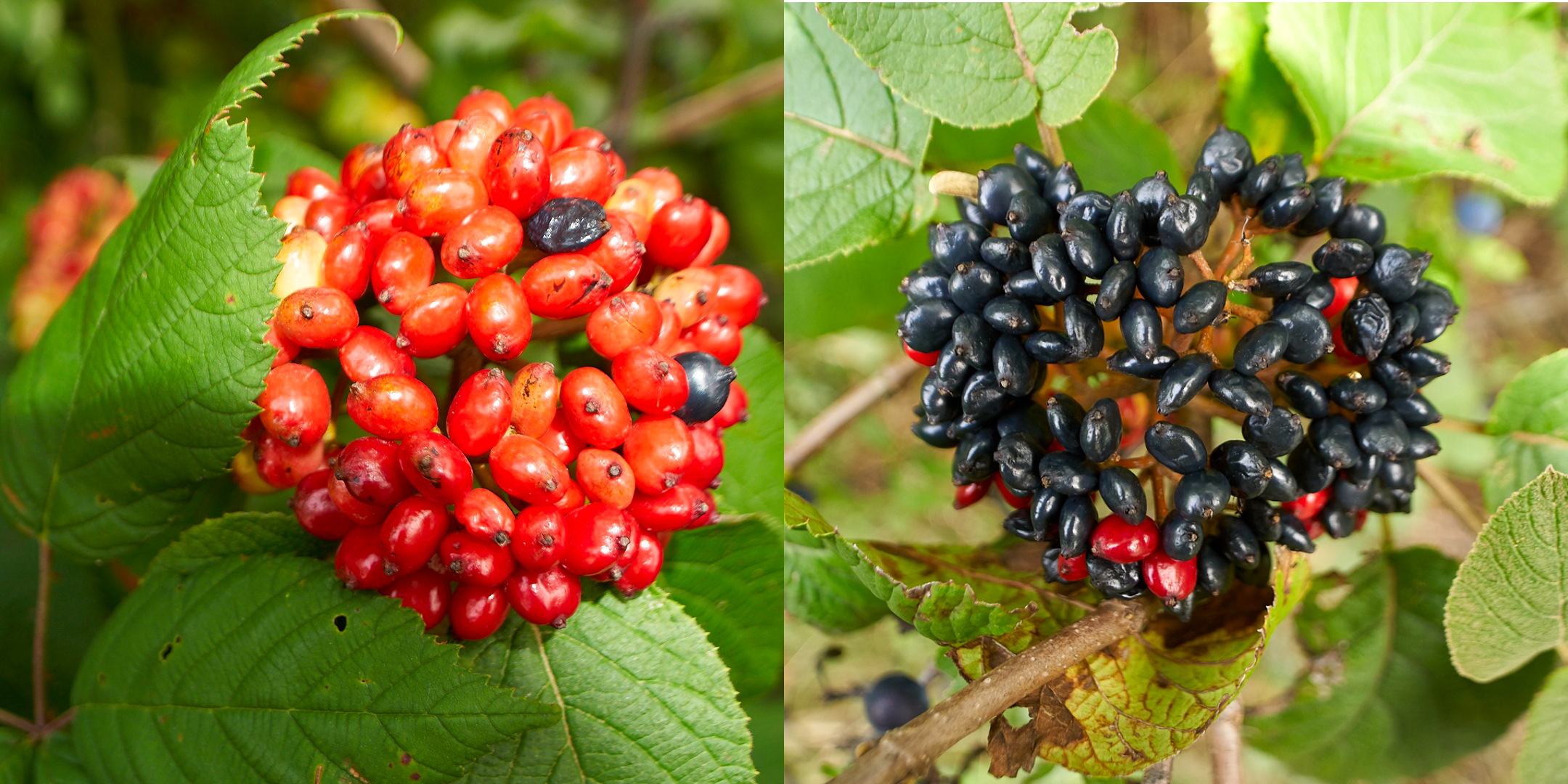
Калина гордовина с красными, недозрелыми и черными спелыми плодами одновременно.

Кали́на гордо́вина, или Гордовина обыкновенная (лат. Vibúrnum lantána) — крупный листопадный кустарник родом из Евразии, типовой вид рода Калина (Viburnum) семейства Калиновые (Viburnaceae). В ряде источников описывается под названиями горд, чёрная калина.

## Ботаническое описание

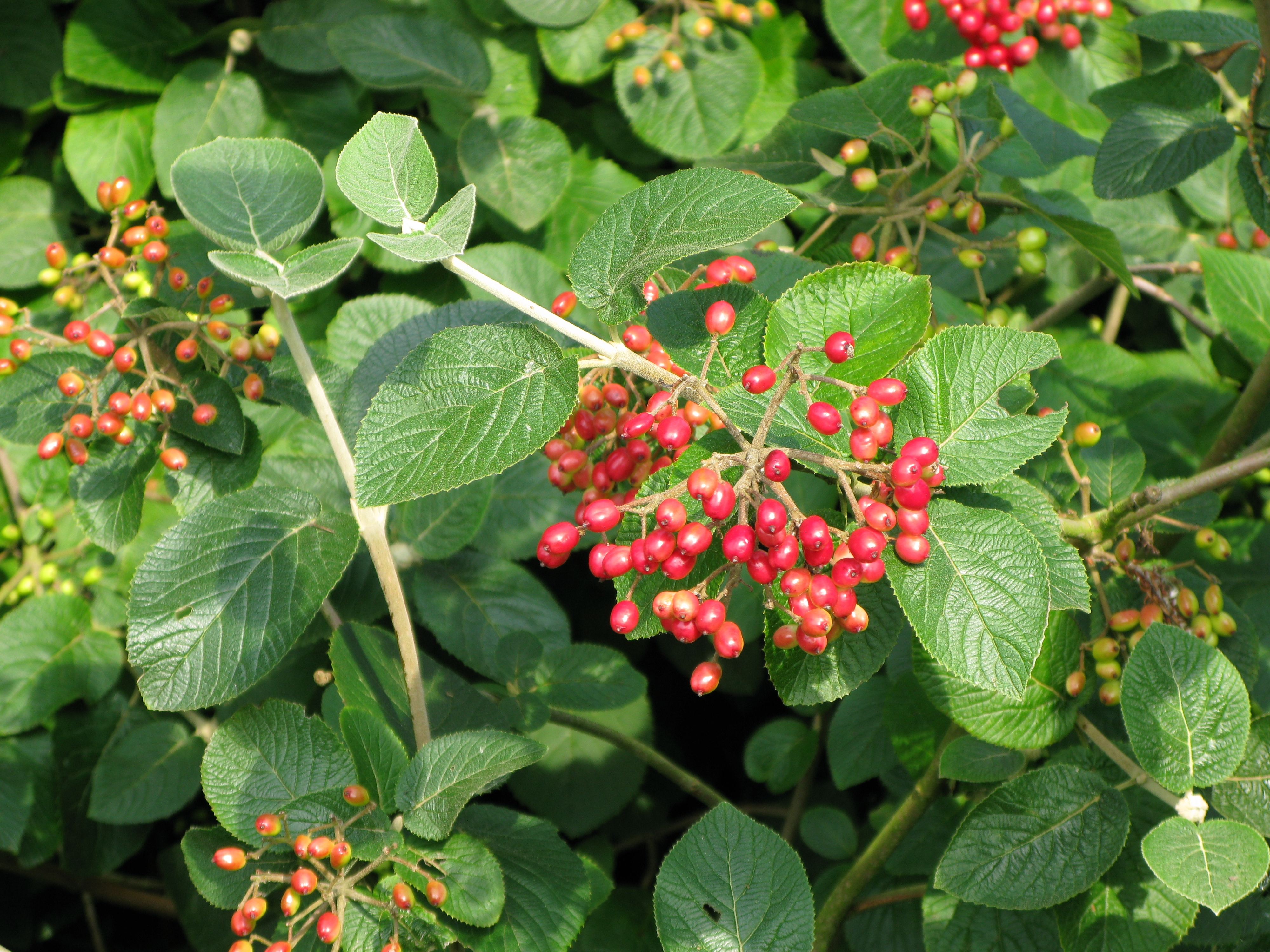
Незрелые плоды калины гордовины

Гордовина — кустарник или дерево до 6 м высотой. Молодые веточки и почки сероватые, волосисто-опушённые. Кора трёхлетнего возраста растрескивающаяся, серая. Крона густая.
Листья 5—10 см длиной, на черешках до 3 см, яйцевидной или обратнояйцевидной формы, чаще всего с заострённым концом и закруглённым основанием, со слабозубчатым краем. Верхняя поверхность пластинки листа шероховатая, тёмно-зелёная, нижняя — войлочно-опушённая, затем бархатисто-опушённая.
Цветки плодообразующие, одинаковые, собраны на концах молодых веток в густые зонтиковидные опушённые соцветия до 10 см в диаметре. Венчик кремово-белого цвета, около 7 мм в диаметре. Тычинки длинные, с жёлтыми пыльниками.
Плоды приплюснутые или яйцевидные, зелёные, по мере созревания меняют окраску, становясь сначала красными, затем — чёрными.

## Ареал
Калина гордовина произрастает в лесах и на открытых участках, на богатых известью почвах. В естественных условиях обычна в Центральной и Южной Европе. Восточная граница ареала — центральная Украина, Малая Азия и Кавказ, западная — север Испании. На севере заходит в южную Англию. Очень редко встречается в Северной Африке — Алжире и Марокко.

## Значение
Калина гордовина нередко разводится в садах и парках как декоративное растение. Существует декоративная форма с пёстрыми листьями — Viburnum lantana var. variegatum Weston, 1770.
Плоды и кора калины содержат дубильные вещества, используются для полоскания при болезнях дёсен и простуде.
Также из плодов калины производят чернила, а из гибких его стволов изготовляют чубуки.

## Классификация

### Таксономия
Viburnum lantana L., 1753, Sp. Pl.: 268
Вид Калина гордовина относится к роду Калина (Viburnum) семейства Калиновые (Viburnaceae) порядка Ворсянкоцветные (Dipsacales). Кладограмма в соответствии с Системой APG IV по состоянию на декабрь 2023 года:
|  |                                      |  |                                   |                                   |                     |  | ещё 1 семейство | ещё 1 семейство |                  |  |  |  | еще 195 подтвержденных видов и 92 вида, ожидающих подтверждения |
|  |                                      |  |                                   |                                   |                     |  | ещё 1 семейство | ещё 1 семейство |                  |  |  |  | еще 195 подтвержденных видов и 92 вида, ожидающих подтверждения |
|  |                                      |  |                                   | порядок Ворсянкоцветные           |                     |  |                 |                 | род Калина       |  |  |  |                                                                 |
|  |                                      |  |                                   | порядок Ворсянкоцветные           |                     |  |                 |                 | род Калина       |  |  |  |                                                                 |
|  | отдел Цветковые, или Покрытосеменные |  |                                   |                                   | семейство Калиновые |  |                 |                 | Калина гордовина |  |  |  |                                                                 |
|  | отдел Цветковые, или Покрытосеменные |  |                                   |                                   | семейство Калиновые |  |                 |                 |                  |  |  |  |                                                                 |
|  |                                      |  | ещё 63 порядка цветковых растений | ещё 63 порядка цветковых растений |                     |  |                 | ещё 2 рода      | ещё 2 рода       |  |  |  |                                                                 |
|  |                                      |  |                                   | ещё 63 порядка цветковых растений |                     |  |                 |                 | ещё 2 рода       |  |  |  |                                                                 |

### Синонимы
- Viburnum aragonense Pau
- Viburnum farinosum Stokes
- Viburnum lantana var. europaeum Aiton
- Viburnum maculatum Pant.
- Viburnum tomentosum Lam.